# Ас-Сиджаванди
Абу Тахир Мухаммад ибн Омар Сирадж ад-Дин ас-Сиджаванди (XII—XIII в.) — среднеазиатский математик и законовед.
Написал «Трактат об алгебре и алмукабале», приобретший большую известность в Средней Азии. Особенно широко было известно неоднократно издававшееся сочинение ас-Сиджаванди по наследственному праву.